# Tonicha
Antónia de Jesus Montes Tonicha, meglio nota come Tonicha (Beja, 8 marzo 1946), è una cantante portoghese, ha rappresentato il Portogallo all'Eurovision Song Contest 1971 e all'OTI 1972.

## Discografia

### Album
- 1972 - Fala do Homem Nascido (con Carlos Mendes, Duarte Mendes e Samuel)
- 1973 - Folclore
- 1974 - As Duas Faces de Tonicha
- 1975 - Canções de Abril
- 1975 - Conjunto e Coros
- 1975 - Cantigas do meu País
- 1976 - Cantigas Populares
- 1977 - Cantigas duma Terra À Beira Mar
- 1980 - Ela Por Ela
- 1983 - Foliada Portuguesa
- 1993 - Regresso
- 1995 - Canções d' Aquém e D'Além Tejo
- 1997 - Muhler
- 2008 - Canções Para Os Meus Netos
- 2008 - Cantos da Vida - Colecção Vida

Raccolte
- 1970 - Os Maiores Sucessos- vol. I
- 1970 - Os Maiores Sucessos de Tonicha - Vo.II
- 1981 - Os Maiores Sucessos
- 1985 - A Arte e a Música de Tonicha
- 1987 - Sucessos Populares
- 1989 - O Melhor des Melhores
- 1990 - Os Maiores Sucessos
- 1994 - O Melhor dos Melhores
- 1999 - Coração Português
- 2001 - O Melhor de 2 Tonicha/Trio Odemira
- 2004 - Antologia 1971-1977
- 2004 - A Arte e a Música
- 2007 - Antologia 77-97